# Werner Schröder (Richter)
Werner Schröder (* 9. Mai 1916 in Rittmarshausen bei Göttingen; † 25. Juni 2010) war ein deutscher Jurist und von 1968 bis 1979 Richter am deutschen Bundessozialgericht.
Schröder wuchs in Niederschlesien auf und machte in Guhrau sein Abitur. Nach dem Kriegsdienst im Zweiten Weltkrieg, zuletzt als Major, studierte an der Universität Göttingen Rechtswissenschaften. Er war Mitglied des Corps Hannovera Göttingen. Nach Beendigung seiner juristischen Ausbildung mit Staatsexamina 1949 und 1953 war Schröder ab 1955 als Richter an den Sozialgerichten Braunschweig und Hildesheim sowie als Senatspräsident am Landessozialgericht Niedersachsen in Celle tätig.
Am 28. August 1968 wurde Schröder zum Richter am Bundessozialgericht ernannt. Hier gehörte er bis zu seinem Eintritt in den Ruhestand 1979 dem 5. Senat (zuständig für Angelegenheiten der knappschaftlichen Renten- und Krankenversicherung, der Unfallversicherung für den Bergbau und der Arbeiterrentenversicherung) an, dessen stellvertretender Vorsitzender er seit 1971 war.
Während seiner Dienstzeit war er zudem Referent für Öffentlichkeitsarbeit und Pressewesen des Bundessozialgerichts sowie Mitglied der Dokumentationskommission.